# Ступак, Анисим Яковлевич
Ани́сим Я́ковлевич Ступа́к (укр. Онисим Якович Ступак, Приморская область, Российская империя — ?) — учитель, украинский общественный деятель Зелёного Клина и всего Дальнего Востока. Первый председатель Временного Дальневосточного Украинского Краевого Комитета (ВДУКК) Украинской Дальневосточной республики (УДР).

## Биография
Первый председатель (до 30 июля 1917 года), позже — член Совета Никольск-Уссурийской Украинской Общины (1917—1919 годы) в городе Никольске (Уссурийске), председатель Дальневосточной украинского учительского союза. В июне 1917 года — один из инициаторов созыва и заместитель председателя Первого Украинского Дальневосточного съезда.
В июне 1917—январе 1918 года — председатель Временного Дальневосточного Украинского Краевого Комитета.
В июле 1917 года избран депутатом Никольск-Уссурийской городской думы. В 1919 году был приглашен как учитель украинской школы в Харбине (Маньчжурия). В 1920-х годах — председатель Союза украинских беглецов Дальнего Востока в Харбине, учитель 3-го украинского городского училища.